# Karol Stopa
Karol Stopa (ur. 12 marca 1948 w Warszawie) – polski dziennikarz i komentator sportowy, specjalizujący się w tenisie ziemnym. W młodości czynny zawodnik klubu SKS Warszawianka, organizator tenisowego Grand Prix Warszawy Amatorów i zwycięzca pierwszej edycji tego cyklu (1977). Uczestnik i medalista międzynarodowych zawodów tenisowych dla dziennikarzy.
Ukończył prawo oraz dziennikarstwo na Uniwersytecie Warszawskim. W latach 1971−1989 dziennikarz Kuriera Polskiego, w latach 1978−1979 na krótko związany z redakcją Przeglądu Sportowego. W roku 1989 został sekretarzem programowym redakcji sportowej Telewizji Polskiej, pracował tam także jako reporter, wydawca programów o tematyce sportowej i publicystycznej oraz komentator. W latach 1997−1998 szef redakcji sportowej TVN. Od 1998 stały komentator tenisa w polskojęzycznej wersji stacji Eurosport.
Zna język angielski, niemiecki, rosyjski i francuski.